# 雌性先熟
雌として成熟して繁殖に参加した後、雄に性転換して繁殖に参加することを、雌性先熟（しせいせんじゅく）と言う。

## 動物の場合
魚類では、ベラ科、ブダイ科、ハタ科、モンガラカワハギ科、ハゼ科など、サンゴ礁に暮らす多くの種類で雌性先熟の性転換を行うことが知られている。

### 理由
雄が縄張りを持ち、縄張りの中の複数の雌と繁殖を行う一夫多妻の繁殖形態を持つ種では、縄張りと雌を巡って雄同士が激しく争うため、体の小さい雄は縄張りをもてず繁殖の機会を得にくい。従って、一生のうちに自分の子孫をより多く残すために、小さいうちは雌として繁殖を行い、縄張りを持てる大きさになったらより効率よく自分の子孫を残せる雄に性転換する。

## 植物の場合
種子植物において、ある花期のうちに、個体内の個々の花が雌から雄へと性表現を変えることを指す。すなわち、開花時点では雌しべのみが成熟して花粉を受け取ることができるが（雌性期）、やがて雄しべが成熟し花粉を放出するようになる（雄性期）。性表現が変わる時期には、雌しべも雄しべも機能を持った両性期を伴うこともある（例； ザゼンソウ）。
両性花（ひとつの花に雌しべと雄しべがある）の場合、個体内の個々の花で性表現が雌から雄へと変わるものもあれば、花序単位で性表現が変わる場合もある。単性花（雄しべと雌しべが別々の花に分かれている）をつける場合、まず雌花が咲き、そのあと雄花が開花する。性表現の変化が個体全体で同調することもあり、この場合は、同じ個体が雌株として振る舞った後で雄株として機能することになる。

### 雌性先熟の植物
一般に風媒花の植物に多く見られる（イネ科、カヤツリグサ科など）。虫媒花では、モクレンやハス、サトイモ科植物で多く見られる。